# Anne-Sophie Depauw
Anne-Sophie Depauw est une journaliste belge née en 1992. Elle a fait des études en communication et journalisme à l'Université Libre de Bruxelles.

## Carrière
Pendant ses études en journalisme, Anne-Sophie Depauw effectue un stage à la rédaction des sports de la RTBF pendant les Jeux olympiques de Rio en 2016.  
A l'issue de ses études, elle travaille comme pigiste pour la rédaction des sports de la RTBF, pour la Dernière Heure/Les Sports et pour La Libre. Elle travaille également pendant cette période pour RTL TVI.
En 2019, elle est engagée par la chaîne d'info LN24 et elle y présentera les journaux télévisés pendant quatre ans. Elle travaille également sur la Ligue des Champions pour Proximus.
En 2023, elle est engagée par la RTBF et elle se voit confier l'émission sur la coupe du monde féminine de football. L'année suivante, elle présente entre autres, le magazine consacré aux Jeux Olympiques de Paris en 2024 et l'émission 100 % Sport.
A partir du 30 juin 2025, elle présente en alternance avec Ophélie Fontana le JT de 13 heures. Elle y remplace Véronique Barbier qui fait un pas de côté pour des raisons de santé. 